# Alchemilla galpinii
Alchemilla galpinii é uma espécie de rosácea do gênero Alchemilla, pertencente à família Rosaceae.